# تپه تم لالی
تپه تم لالی مربوط به سده‌های میانه دوران‌های تاریخی پس از اسلام - دوره ایلخانی است و در شهرستان میناب، بخش توکهور، دهستان چراغ آباد، روستای چراغ آباد واقع شده و این اثر در تاریخ ۲۶ اسفند ۱۳۸۶ با شمارهٔ ثبت ۲۲۱۰۴ به‌عنوان یکی از آثار ملی ایران به ثبت رسیده است.